# Sī Pakān
Sī Pakān (persiska: سی پکان) är en ort i Iran.   Den ligger i provinsen Västazarbaijan, i den nordvästra delen av landet, 600 km väster om huvudstaden Teheran. Sī Pakān ligger 1 405 meter över havet och antalet invånare är 334.
Terrängen runt Sī Pakān är kuperad åt sydost, men åt nordväst är den bergig. Runt Sī Pakān är det ganska tätbefolkat, med 80 invånare per kvadratkilometer. Närmaste större samhälle är Ālvātān, 7,4 km söder om Sī Pakān. Trakten runt Sī Pakān består till största delen av jordbruksmark.